# 孔鰕虎鱼
孔鰕虎鱼（学名：Trypauchen vagina）为輻鰭魚綱鱸形目鰕虎鱼科孔鰕虎鱼属的鱼类，俗名红条、红涂调、红水官、银珠笔、木乃、赤鲶、赤鯊、红九。

## 分布
本魚分布于印度太平洋區。该物种的模式产地在Trauquebar。

## 特徵
本魚體延長，眼睛退化隱於皮下，口斜裂。腹鰭癒合成吸盤，魚體呈暗紅色或紫紅色，體被小圓鱗，尾鰭尖形，紅黑色而透明，體長可達22公分。

## 生態
本魚生活在熱帶地區，喜棲息紅樹林、河口、內灣的泥灘地，屬廣鹽性魚類，常隱身於洞穴中，屬雜食性，以有機碎屑及小型無脊椎動物為食。

## 經濟利用
可做為觀賞魚。

## 扩展阅读
維基物種上的相關：孔鰕虎鱼